# 劳里·维尔科
劳里·维尔科（芬蘭語：Lauri Vilkko，1925年8月13日—2017年10月13日），芬兰男子现代五项运动员。他曾代表芬兰参加1948年和1952年夏季奥林匹克运动会现代五项比赛，获得一枚铜牌。